# Heinrich Bach
Heinrich Bach (26. září 1615 Wechmar – 20. července 1692 Arnstadt) byl německý varhaník a hudební skladatel, člen hudební rodiny Bachů.

## Život
Heinrich Bach se narodil 26. září 1615 ve Wechmaru a je otcem tzv. Arnstadtské linie rodiny Bachů. Po předčasné smrti otce se ho ujal starší bratr Johannes Bach (1604–1673) a pokračoval v Heinrichově hudebním vzdělávání. Přestěhovali se nejprve do Suhlu a později do Schweinfurtu.
V letech 1635–1641 byl členem městského orchestru v Erfurtu, který vedl bratr Johannes. V roce 1641 se stal varhaníkem v Arnstadtu, kde působil až do své smrti v roce 1692. V roce 1642 se oženil s Evou Hoffmannovou, dceru městského pištce ze Suhlu.
Jeho tři synové, Johann Christoph Bach, Johann Michael Bach a Johann Günther Bach,se stali rovněž hudebníky.

## Dílo

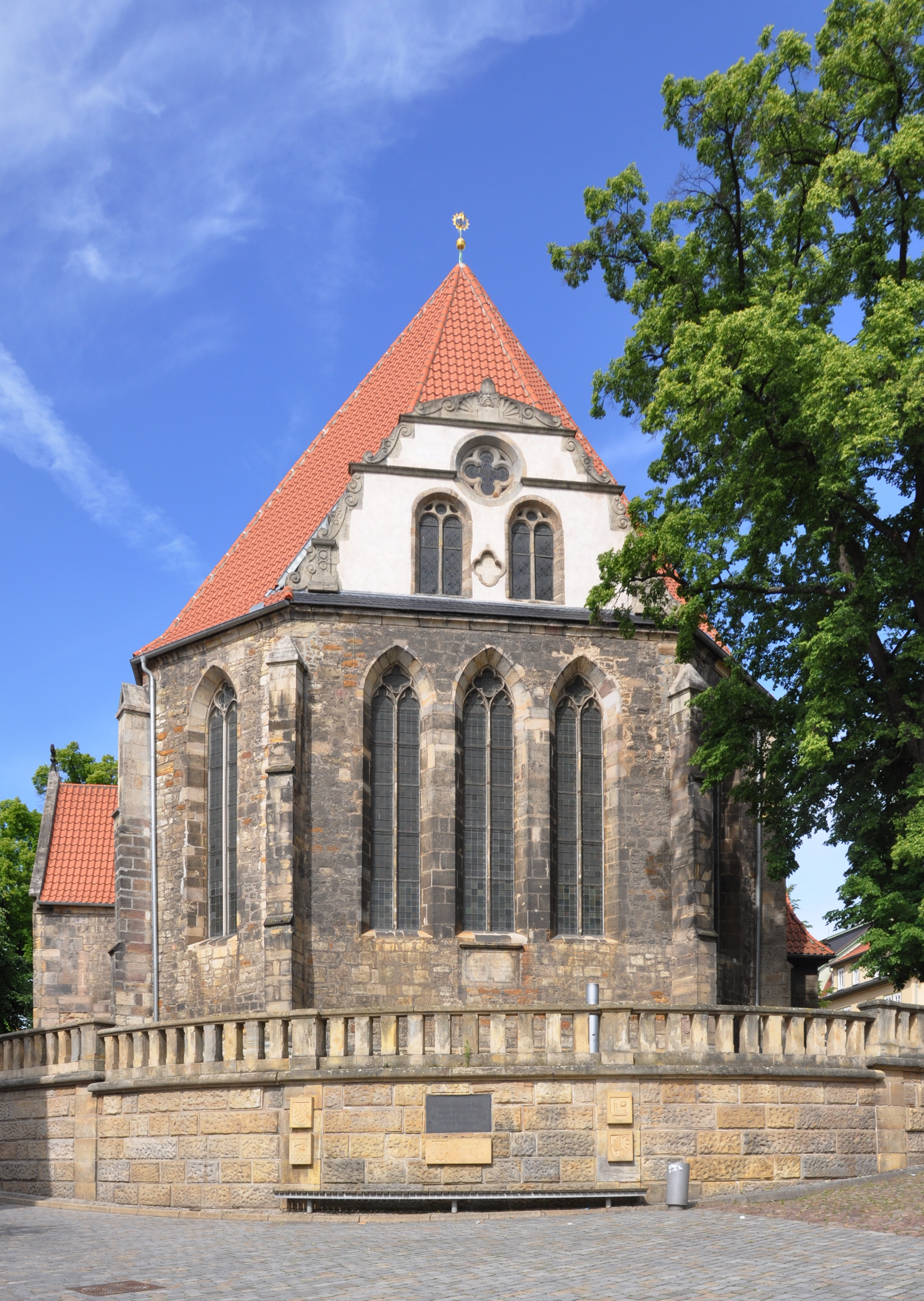
Bachův kostel v Arnstadtu.

Dochovalo se pouze několik Heinrichových skladeb:
- Cantata Ich danke dir, Gott (chrámová kantáta k 17. neděli po svátku sv. Trojice)
- Ach, dass ich Wassers gnug hätte (vokální koncert, tato skladby byla dříve připisována jeho synovi Johannu Christophovi)
- Kyrie
- Zwei Sonaten à 5
- Da Christus an dem Kreuze stund
- Erbarm dich mein, o Herre Gott